# Allan Peiper
Pour les articles homonymes, voir Peiper.
Allan Peiper, né le 26 mars 1960 à Alexandra est un coureur cycliste et directeur sportif australien. Coureur professionnel de 1983 à 1993, il a notamment remporté une étape du Tour d'Italie 1990. Il est ensuite devenu directeur sportif de 2005 à 2021.

## Biographie

### Carrière de coureur
Allan Peiper grandit dans des conditions difficiles. Son père est alcoolique et sujet à la violence domestique, tandis que sa mère travaille jusqu'à l'épuisement. Le couple s'est séparé plusieurs fois; mais elle est toujours revenue. Suivant l'exemple de son grand-père (qui était un cycliste à succès), il commence à courir à 12 ans dans ce sport, dans lequel il trouve un épanouissement que ses parents ne pouvaient pas lui offrir. Fuyant l'éducation scolaire, il préfère souvent l'entraînement à l'école. Il commence à travailler dans une usine, économisant son salaire mensuel pour financer un voyage en Europe. 
À l'âge de 16 ans, il déménage finalement dans la ville belge de Gand en 1976. Là, il est hébergé dans une chambre partagée dans la maison d'un boucher, avant d'être recueilli peu après par la famille d'Eddy Planckaert, de deux ans son aîné, avec qui il s'est principalement entraîné ensemble pendant cette période. Lors d'un séjour ultérieur en Australie, il fait la rencontre de Peter Brotherton (en), qui devient alors son entraîneur et accompagne son développement jusqu'à devenir un athlète professionnel. En 1977, sur piste, il est médaillé de bronze de la course aux points aux mondiaux sur piste juniors (moins de 19 ans). L'année suivante, il est médaillé d'argent lors de la même compétition. Sur route, Peiper et Planckaert dominent le peloton amateur en Belgique et Planckaert prend généralement le dessus sur Peiper. Lors de sa première saison junior en Belgique, Peiper gagne une course et terminé deuxième à 39 reprises. Au milieu de l'année 1979, il retourne en Australie pour se rétablir à la suite de problèmes de santé.  Un surentraînement et une infection bactérienne se sont combinés et lui ont fait quitter la Belgique. Alors que Planckaert allait devenir professionnel, il avait l'intention d'emmener Peiper avec lui, étant donné à quel point les deux travaillaient bien ensemble. Peiper doit patienter et reprend la compétition qu'en novembre 1980.
En 1982, il rejoint en France le club sportif de l'Athletic Club de Boulogne-Billancourt, où il décroche plusieurs succès chez les amateurs, dont le Grand Prix des Nations. Il reçoit en 1983 un contrat professionnel avec l'équipe Peugeot-Shell-Michelin. 
Au cours de la décennie suivante, il remporte plus de 30 courses, au sein de trois équipes : Peugeot, Panasonic et Tulip Computers. Il prend part à cinq reprises au Tour de France, à quatre Tours d'Italie et à un Tour d'Espagne. Outre ses succès sur les prologues du Critérium du Dauphiné libéré 1984 et du Paris-Nice 1985, il remporte cinq étapes du Herald Sun Tour, ainsi que le classement général du Tour de Suède 1984. En 1990, Deux ans avant la fin de sa carrière, il gagne une étape du Tour d'Italie 1990 et le contre-la-montre par équipes du Tour de France.

### Directeur sportif
Allan Peiper devient directeur sportif en 2005 au sein de l'équipe belge Davitamon-Lotto. En 2007, il rejoint l'encadrement de l'équipe allemande T-Mobile. Après le retrait du sponsor T-Mobile, cette équipe devient Columbia-High Road en 2008, puis porte les noms de ses sponsors, Columbia puis HTC. Il est considéré comme l'un des mentors du jeune sprinteur Mark Cavendish au début de sa carrière. L'équipe disparaît à la fin de la saison 2011. Allan Peiper rejoint en 2012 l'équipe américaine Garmin-Sharp. En novembre 2012, il devient « directeur de la performance » de l'équipe BMC.
Il est révélé en 2016 qu'il souffre d'un cancer des reins. En 2019, après six années chez BMC, il rejoint l'encadrement de l'équipe UAE Emirates. En 2020, il emmène Tadej Pogačar à la victoire sur le Tour de France. L'année suivante, Pogačar récidive en remportant son deuxième Tour de France, mais Peiper ne peut être présent sur la course en raison des traitements pour le cancer. En fin d'année 2021, il annonce se retirer de l'équipe pour soigner son cancer.
En 2023, sur la côte du Berg ten Houte, un banc a été décoré de l'inscription : Sit and have a rest on my favourite climb (Asseyez-vous et reposez-vous sur mon ascension préférée) en son honneur, lui qui vit à Markedal.

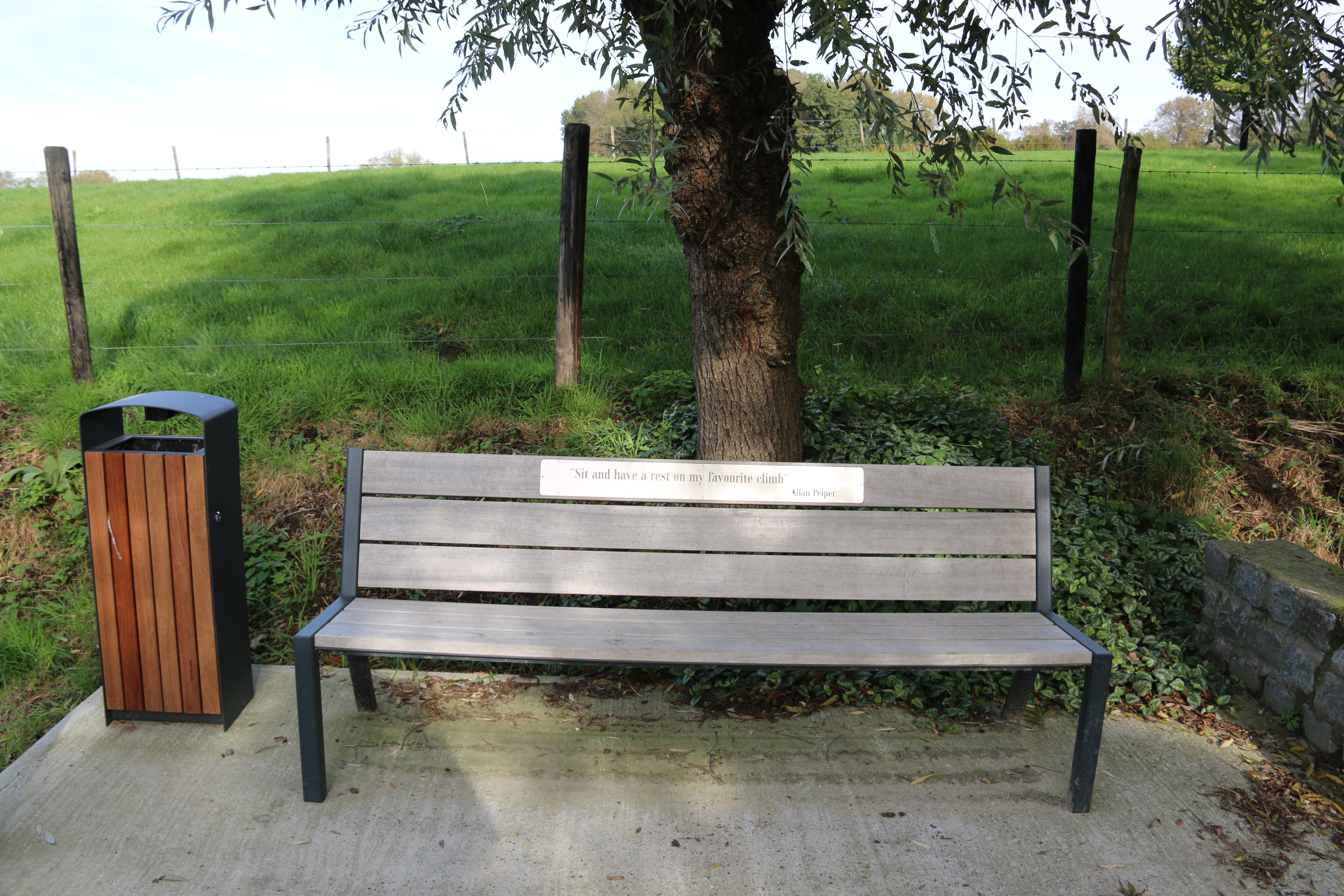
Le banc du Berg ten Houte avec l'inscription d'Allan Peiper

## Palmarès sur route

### Palmarès amateur
- 1981
  - Dulux Tour Six Day
  - 2e du Tour of the North
- 1982
  - 1re étape du Tour d'Émeraude
  - Paris-Montargis
  - 2e étape secteur b du Circuit franco-belge
  - 2e étape secteur a du Tour de Gironde (contre-la-montre)
  - Grand Prix des Nations amateurs
  - 2e du Tour d'Émeraude
  - 2e du Tour de Seine-et-Marne
  - 2e de Gand-Wervik
  - 2e du Circuit de la région frontalière
  - 3e du Circuit franco-belge
  - 3e de Paris-Roubaix amateurs

### Palmarès professionnel
| - 1983 - 2e du Circuit Mandel-Lys-Escaut - 2e du Grand Prix Beeckman-De Caluwé - 1984 - Prologue de l'Étoile de Bessèges - Tour de l'Oise : - Classement général - Prologue - Prologue du Critérium du Dauphiné libéré - Tour de Suède : - Classement général - 8e étape secteur b (contre-la-montre) - 1985 - Prologue de Paris-Nice - Prologue du Tour de l'Oise - 3e du Grand Prix de Cannes - 1986 - 4e étape secteur a du Tour de Belgique - Grand Prix Raymond Impanis - 3e, 9e et 15e étapes du Herald Sun Tour - 2e du Herald Sun Tour - 3e du Championnat des Flandres - 1987 - 1re étape du Kellogg's Tour - Grand Prix d'Isbergues - Circuit des frontières - 2e du Circuit de la vallée de la Lys - 5e de Gand-Wevelgem - 10e du Tour des Flandres | - 1988 - Stadsprijs Geraardsbergen - 5e étape du Tour d'Irlande - 1re (contre-la-montre) et 10e étapes du Herald Sun Tour - 2e du Grand Prix E3 - 2e des Trois Jours de La Panne - 3e du Tour de Belgique - 10e du championnat du monde sur route - 1989 - 2e du Trophée Baracchi (avec Maurizio Fondriest) - 3e des Trois Jours de La Panne - 7e du Tour des Flandres - 1990 - 15e étape du Tour d'Italie - 2e étape du Tour de France (contre-la-montre par équipes) |  |

## Résultats sur les grands tours

### Tour de France
5 participations
- 1984 : 95e
- 1985 : 86e
- 1987 : abandon (21e étape)
- 1990 : abandon (8e étape), vainqueur de la 2e étape (contre-la-montre par équipes)
- 1992 : 126e

### Tour d'Italie
5 participations
- 1986 : 116e
- 1988 : 103e
- 1989 : non-partant (18e étape)
- 1990 : 144e, vainqueur de la 15e étape
- 1992 : 130e

### Tour d'Espagne
1 participation
- 1986 : abandon

## Palmarès sur piste

### Championnats du monde juniors
- 1977
  -  Médaillé de bronze de la course aux points juniors
- 1978
  -  Médaillé d'argent de la course aux points juniors

## Biographie
- Allan Peiper, Chris Sidwells : « A Peiper's Tale ». Mousehold Press, Norwich, 2005  (ISBN 978-1-874739-39-5).